# St. Xavier High School (Cincinnati)
St. Xavier High School (kurz St. X, lateinisch Academia Sancti Xaverii Cincinnatensis) ist eine Knaben-Highschool mit römisch-katholisch-jesuitischer Trägerschaft in Finneytown, einer CDP-Siedlung in der Nähe von Cincinnati im US-Bundesstaat Ohio. St. Xavier war das Gymnasium des Franz-Xaver-Kollegs (später Xavier-Universität), das im Jahr 1831 als Athenäum gegründet wurde. Es ist die älteste Highschool in Cincinnati und eine der ältesten Highschools im Land, womit sie älter ist als viele Universitäten. St. Xavier ist eine von vier katholischen Knaben-Highschools in Cincinnati. Sie ist die größte Privatschule in Ohio, mit über 1.500 Studenten im Jahr 2006.

## Bekannte Personen
Athletik:
- Jayme Cramer (2001), Schwimmer
- Joe Hudepohl (1992), Schwimmer
- Charles H. Keating Jr. (1941), Schwimmer und Bankier (Keating Five)
- Luke Kuechly (2009), American-Football-Spieler
- Brad Loesing (2008), deutscher Basketballspieler
- Urban Meyer (1985), Footballspieler und Footballtrainer
- Kyle Ransom (2003), Schwimmer
- George Ratterman (1944), American-Football-Spieler
- Pat Ross (2001), American-Football-Spieler

Geisteswissenschaften:
- Matt Berninger (1989), Sänger
- Andy Blankenbuehler (1988), Tänzer und Choreograf
- Phil DeGreg (1972), Jazzpianist und Hochschullehrer
- John Diehl (1968), Schauspieler
- Joey Kern (1995), Schauspieler
- Patrick Osborne (1999), Animator und Regisseur
- David Quammen (1966), Schriftsteller und Wissenschaftsjournalist

Klerus:
- Anthony John King Mussio (1920), Bischof von Steubenville
- Henry Richter (c. 1854), Bischof von Grand Rapids

Medien:
- Nick Clooney (1952 h. c.), Fernsehmoderator
- David Quammen (1966), Wissenschaftsjournalist

Politik:
- Jim Bunning (1949), Baseballspieler und US-Senator aus Kentucky
- Chip Cravaack (1977), US-Kongressabgeordneter aus Minnesota
- Joe Deters (1957), Jurist und State Treasurer von Ohio
- John J. Gilligan (1939), Gouverneur von Ohio
- Greg J. Holbrock (c. 1924), US-Kongressabgeordneter aus Ohio
- William J. Keating (1945), US-Kongressabgeordneter aus Ohio
- Bill Kraus (1965), Schwulen-Aktivist
- Brad Wenstrup (1976), US-Kongressabgeordneter aus Ohio